# David McLellan
David McLellan (1940) è un politologo inglese, studioso di Karl Marx e di marxismo.
È Visiting Professor di Teoria Politica presso il Goldsmiths College dell'Università di Londra. precedentemente ha ricoperto l'incarico di Professore di Teoria Politica presso il dipartimento di Politica e Relazioni internazionali dell'Università di Kent. È stato anche Visiting Professor presso l'Università di New York, ospite presso l'Istituto indiano di studi avanzati a Simla e ha tenuto lezioni in NordAmerica e in Europa.

## Opere
- The Young Hegelians and Karl Marx, 1969.
- Karl Marx: His Life and Thought, 1973 (also published under the title Karl Marx: A Biography).
- Marx, Fontana Modern Masters, 1975.
- Karl Marx: Selected Writings, 1977 ISBN 0-19-878265-9.
- Engels, Fontana Modern Masters, 1977.
- Marx before Marxism, 1970.
- Karl Marx: The Legacy, 1983.
- Marx: The first hundred years, 1983, Frances Pinter, London, ISBN 0-86187-335-1.
- Marxism and Religion, 1987 ISBN 0-333-44630-5.
- Marxism, 1988 ISBN 9780198275176.
- Simone Weil: Utopian Pessimist, 1989 ISBN 0-333-48707-9.
- Utopian Pessimist: The Life and Thought of Simone Weil, 1990 ISBN 978-0671685218.
- Unto Caesar, 1993 ISBN 0-268-01900-2.
- Marxism after Marx, Harper & Row, 1980; MacMillan, 1998 ISBN 0-333-72207-8.

### In italiano
- David McLellan, Marx prima del Marxismo, Einaudi, Torino, 1974.
- David McLellan, Il pensiero di Karl Marx, Einaudi, Torino,1977.
- David McLellan, Karl Marx. La sua vita vita e il suo pensiero, Rizzoli, Milano, 1976.
- David McLellan, Marx, Il Mulino, Bologna, 1998.